# TVPaint
TVPaint är namnet på en programvara som är tänkt för TV-produktion. Programmet utvecklades av ett franskt företag i början på 90-talet och fanns då endast till Amiga-datorer. Sedan dess har programvaran utvecklats och skrivits om för både Mac och PC. Programmet använder sig endast av bitmapsgrafik till skillnad från till exempel Pencil eller Toon Boom som även klarar av vektorgrafik eller till och med en blandning av 2D och 3D. Numera är det fullt möjligt att skapa animerad film med TVPaint.